# Ілва-Міке
Ілва-Міке (рум. Ilva Mică) — комуна у повіті Бистриця-Несеуд в Румунії. До складу комуни входить єдине село Ілва-Міке.
Комуна розташована на відстані 338 км на північ від Бухареста, 22 км на північний схід від Бистриці, 99 км на північний схід від Клуж-Напоки.

## Населення
За даними перепису населення 2002 року у комуні проживали 3484 особи.
Національний склад населення комуни:
| Національність | Кількість осіб | Відсоток |
| -------------- | -------------- | -------- |
| румуни         | 3454           | 99,1%    |
| угорці         | 12             | 0,3%     |
| німці          | 11             | 0,3%     |
| цигани         | 6              | 0,2%     |
| українці       | 1              | < 0,1%   |

Рідною мовою назвали:
| Мова       | Кількість осіб | Відсоток |
| ---------- | -------------- | -------- |
| румунська  | 3471           | 99,6%    |
| угорська   | 6              | 0,2%     |
| циганська  | 5              | 0,1%     |
| українська | 1              | < 0,1%   |
| німецька   | 1              | < 0,1%   |

Склад населення комуни за віросповіданням:
| Релігія            | Кількість осіб | Відсоток |
| ------------------ | -------------- | -------- |
| православні        | 3049           | 87,5%    |
| п'ятдесятники      | 381            | 10,9%    |
| греко-католики     | 31             | 0,9%     |
| римо-католики      | 6              | 0,2%     |
| реформати          | 3              | 0,1%     |
| не релігійні       | 3              | 0,1%     |
| баптисти           | 1              | < 0,1%   |
| унітарії           | 1              | < 0,1%   |
| не вказали релігію | 7              | 0,2%     |

## Зовнішні посилання
- Дані про комуну Ілва-Міке на сайті Ghidul Primăriilor [Архівовано 9 серпня 2012 у Wayback Machine.]